# 仏山西駅
仏山西駅（ぶつざんにしえき、中国語：佛山西站）は、中華人民共和国広東省仏山市南海区にある鉄道駅。仏山中心部から約7.8キロメートル、広州市街地から約22キロメートルの距離である。2013年2月26日に竣工、2017年8月18日に開業した。

## 歴史
2012年3月、仏山市政府の土地資源と都市農村計画局が、仏山西駅の建設計画に参加していると発言。計画されている仏山「南海新交通」路面電車は、桂城から仏山西駅まで延長されるとした。
2013年2月26日、仏山市南海区獅山鎮冼辺村南東の土地に仏山西駅が竣工したが、南広線と貴広旅客専用線の運行はまだであった。仏山西駅は2017年6月30日または7月15日に開業すると発表されたが、2017年8月18日仏山西駅は正式に旅客輸送事業を開始した。運行列車は肇大駅が終着のC6819列車であった。

## 地下鉄駅

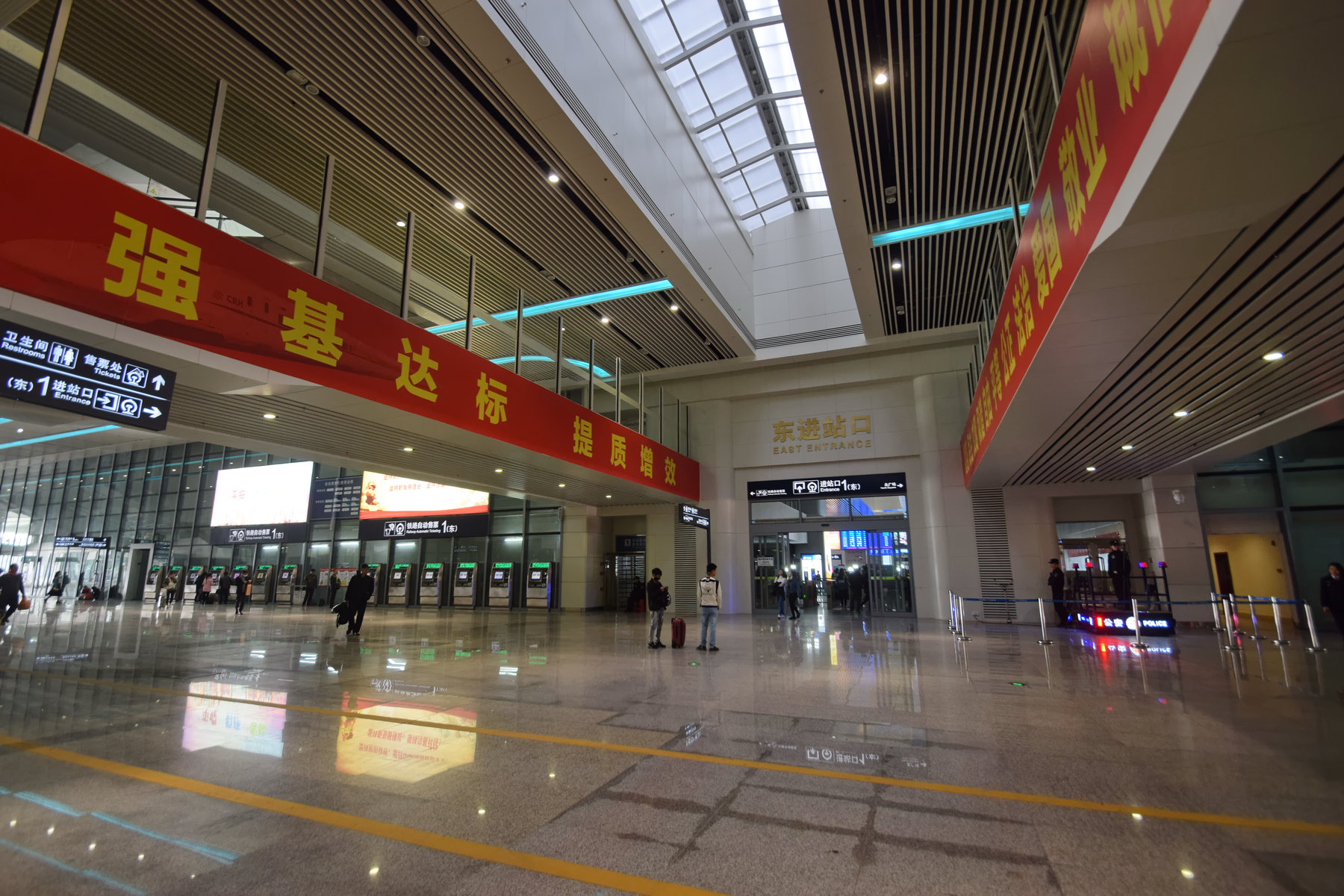
仏山西駅東口

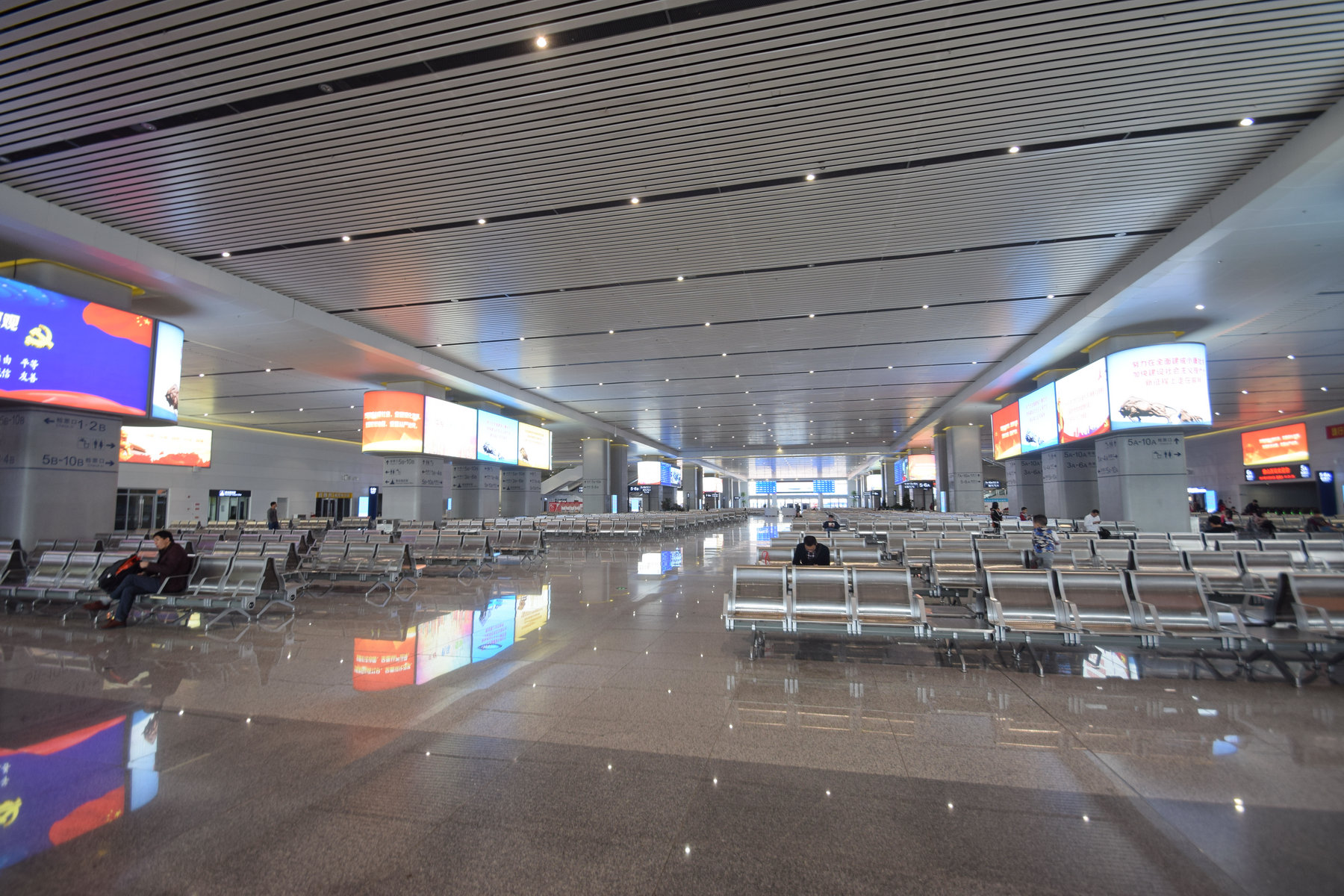
仏山西駅待合室

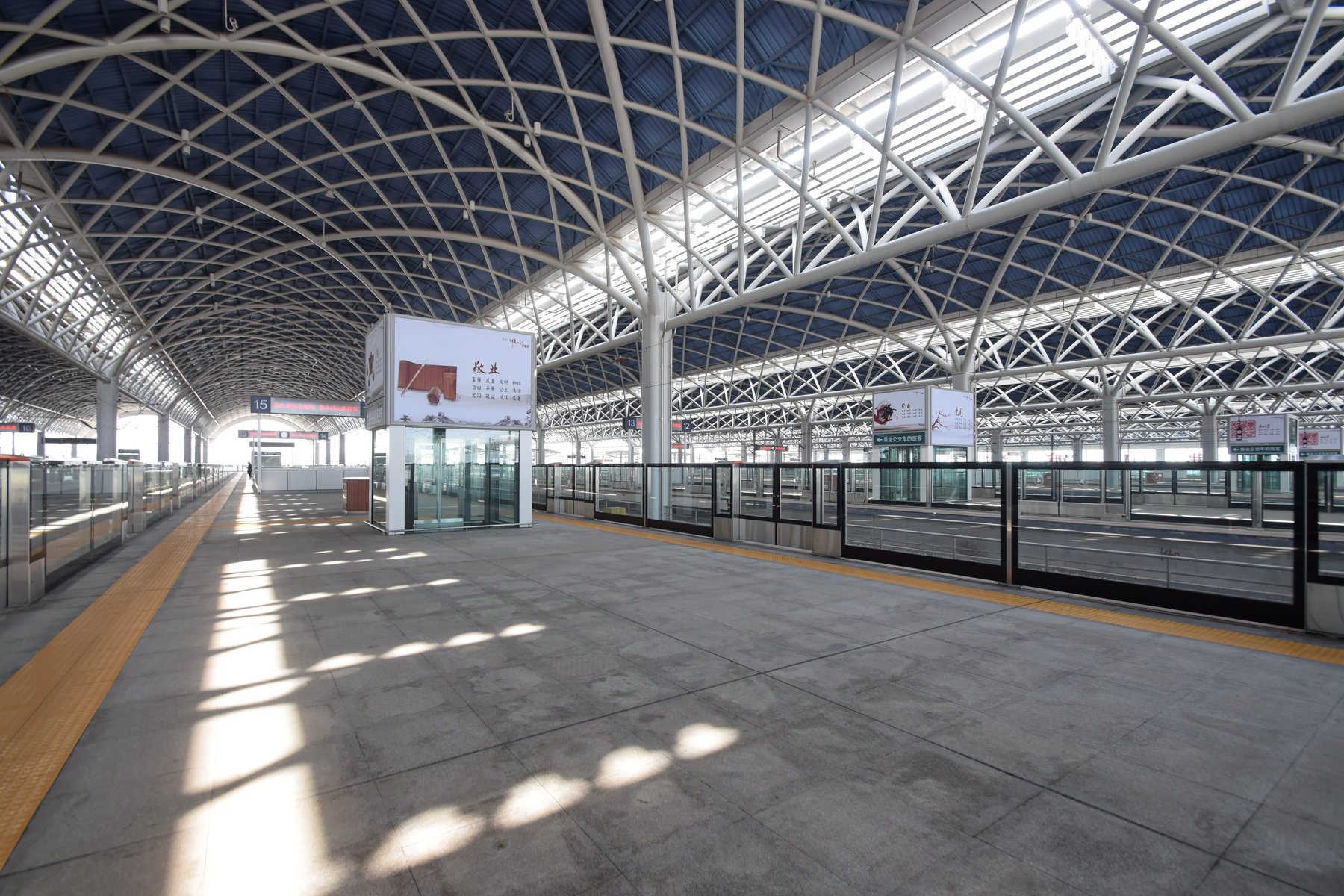
仏山西駅インターシティプラットフォーム

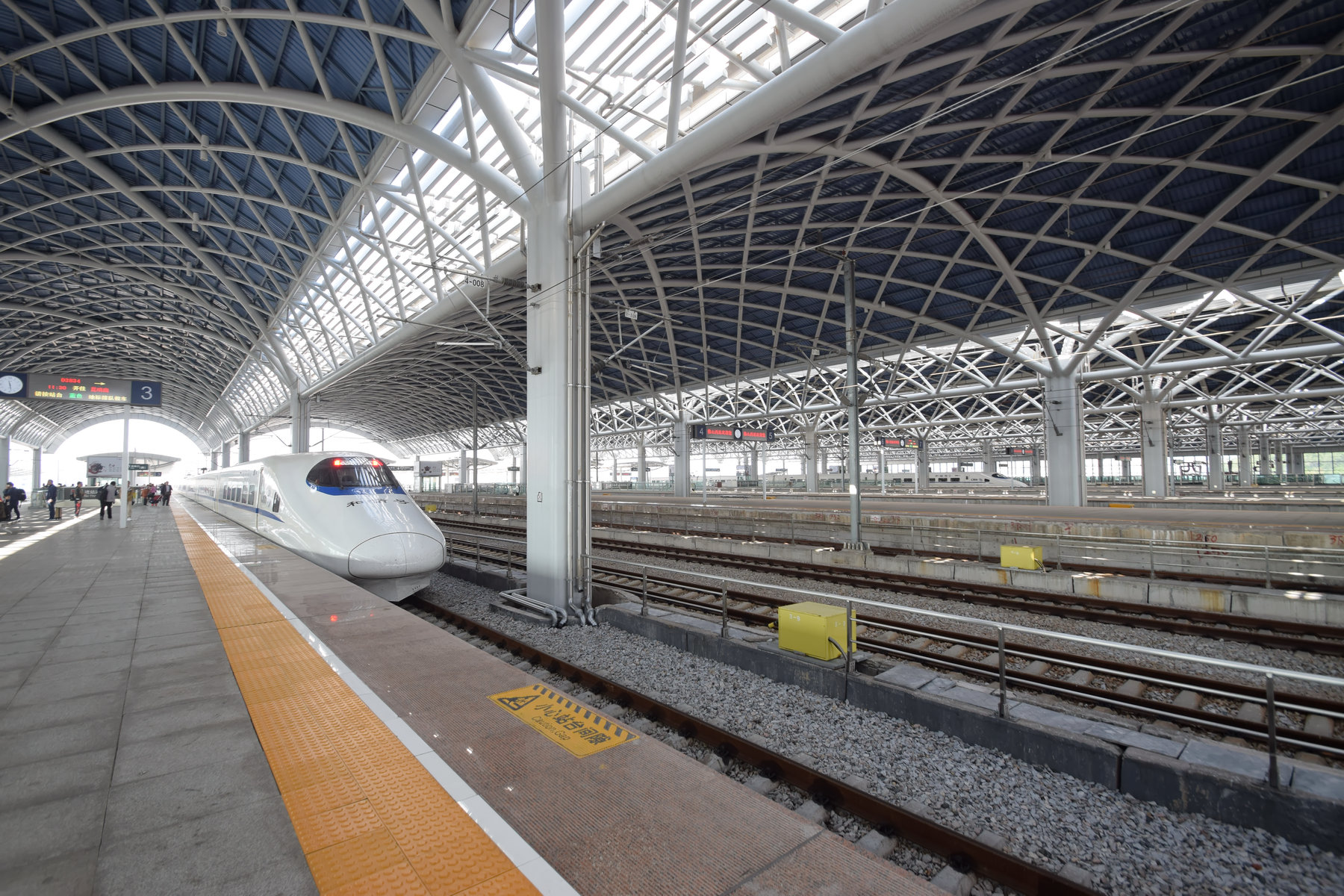
昆明南駅へのD3834 中国高速鉄道CRH2型電車は、仏山西駅の旅客駅プラットフォームで停車する

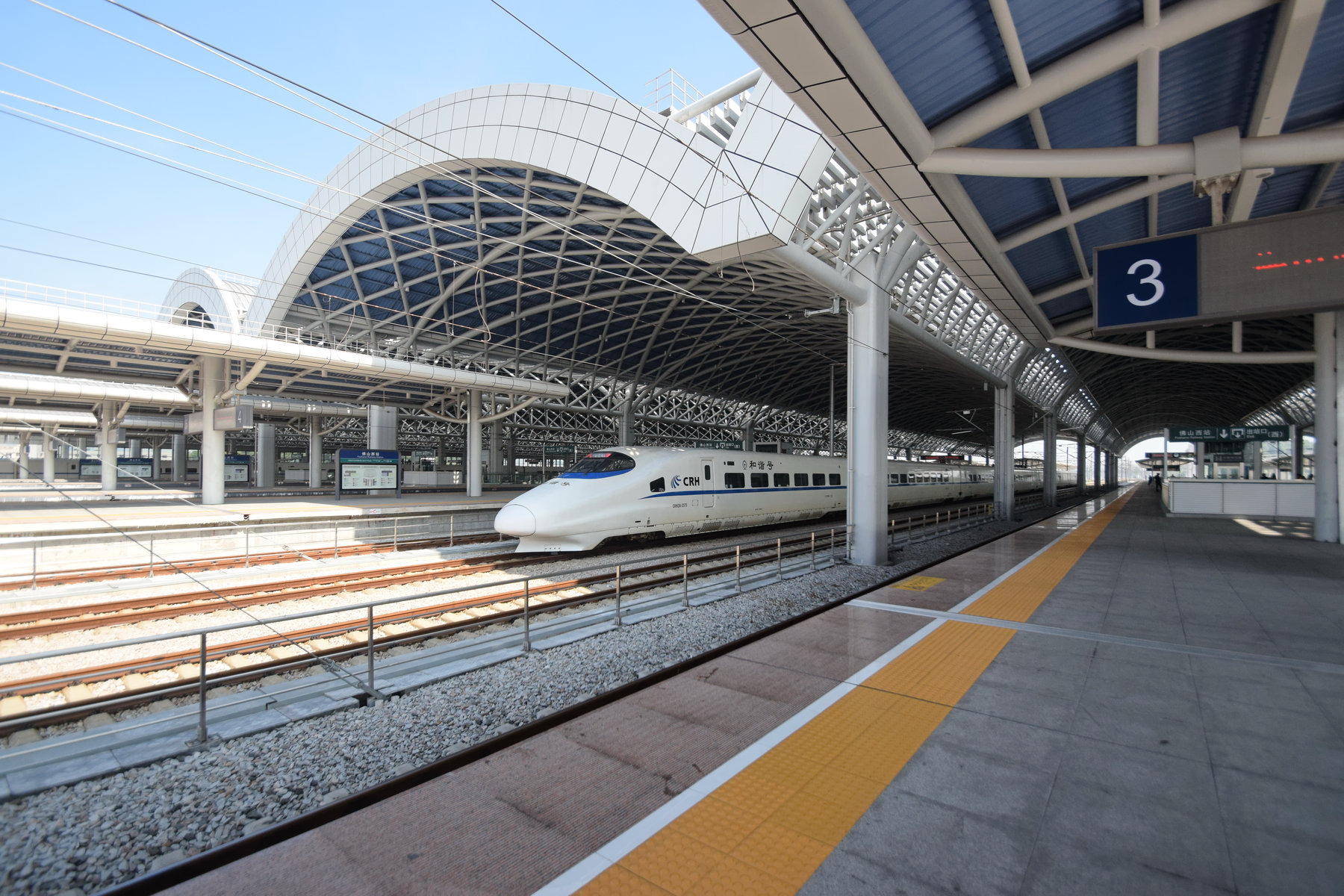
D3607 中国高速鉄道CRH2型電車は、仏山西駅を通過している

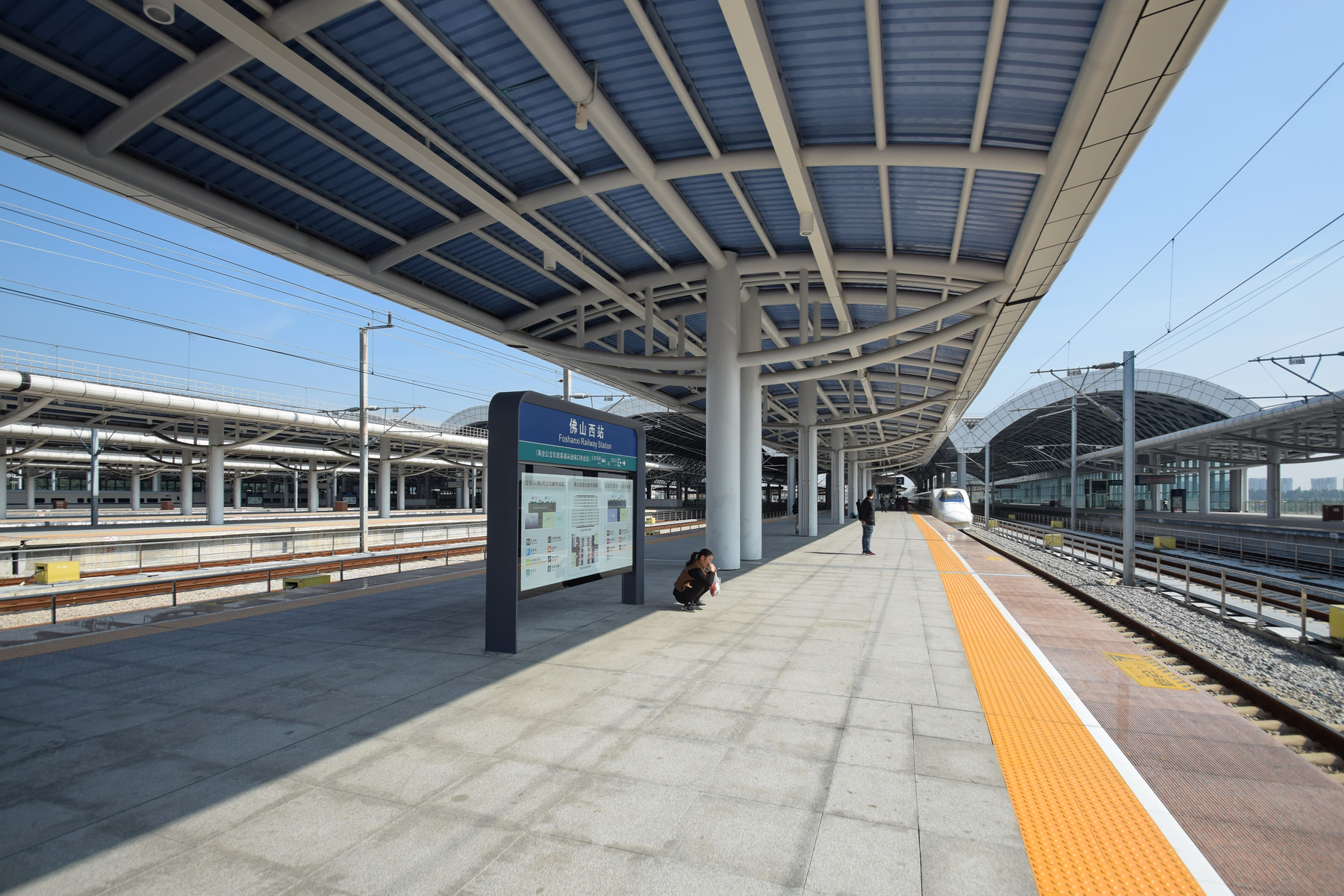
仏山西駅のプラットホームの両側にプラットホームの柱の天蓋

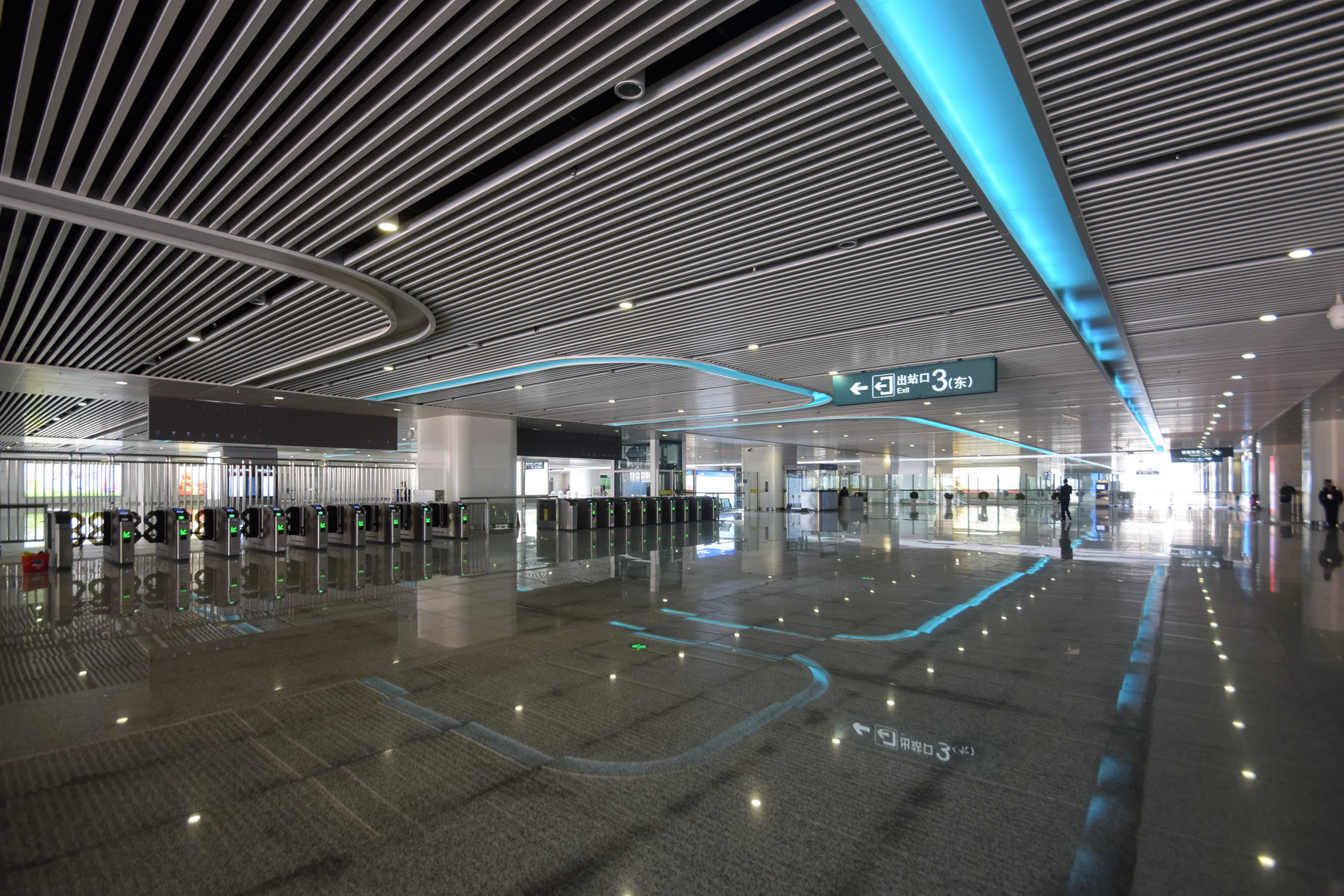
仏山西駅降車通路

### 駅舎
仏山西駅は中国鉄道第4調査設計研究所によって設計されており、総建設面積は約68,000平方メートルである。

### 駅構内
仏山西駅は高架の2階にある。乗客は貴広旅客専用線、南広線、広湛旅客線の乗降・乗り換えが可能。プラットフォームの長さは482.1メートルで、都市間鉄道ホームでは広東環状線と広東市都市間鉄道の発着が行われており、プラットフォームの長さは210メートル、ホームドアが設置されている。

### 出発列車
2017年6月末に鉄道局が発表した発表によると、当駅はもともと2つの路線（両方とも深圳行き）を運行する予定だった。列車番号はG6529（深圳北）とG6541（福田行き）であった。同時に、G6520およびG6532時間（福田発）も終着駅として当駅まで延長された。
| 電車局     | 行き先 |
| ---------- | --- |
| 北京局集団 | 桂林北 、 珠海 |
| 成都局集団 | 成都東 、 重慶西 、 万州北 、 広州南 、 貴陽北 、 深圳北 |
| 広州局集団 | 百色 、 北海 、 成都東 、 重慶西 、 広州 、 広州南 、 桂林北 、 貴陽北 、 昆明南 、 柳州 、 南寧東 、 肇慶東 、 懐集 、 深圳北 、 深圳 、 珠海 、 香港西九龍 |
| 昆明局集団 | 百色 、 大理 、 広州南 、 桂林北 、 昆明南 、 南寧東 |
| 南寧局集団 | 百色 、 北海 、 防城港北 、 広州南 、 桂林北 、 昆明南 、 柳州 、 南寧 、 南寧東 、 深圳北 、 珠海 、 香港西九龍                                             |

仏山西駅には、87編成の列車が運行しており、西方面の列車は広西、貴州、雲南省、四川省、重慶市行きで、東方面の列車は広州南駅 （一部は深圳北駅、深圳駅、香港西九龍駅、珠海駅）行きが運行する。 

## 乗り換え
仏山地下鉄3号線、仏山地下鉄4号線、広州地下鉄28号線の接続を予定している。さらに、22のバス路線も駅に接続されている。

## 参考資料
1. ↑  “佛山西站8月18日启用，广铁今起售票”.   佛山在线 (2017年8月16日). 2017年8月16日時点のオリジナルよりアーカイブ。2017年8月16日閲覧。
2. ↑  “佛山西站开工时间未定”. 2017年8月16日時点のオリジナルよりアーカイブ。2013年1月3日閲覧。
3. ↑  “佛山市高明区将开通新公交线路对接佛山西站”.   佛山新闻网. 2018年6月4日時点のオリジナルよりアーカイブ。2017年6月18日閲覧。
4. ↑  “佛山西站正式运营进入倒计时 预计7月15日开通运营”. 佛山乐居网. (2017年7月4日).  オリジナルの2017年8月16日時点におけるアーカイブ。 2017年7月6日閲覧。
5. 1 2  “佛山西站明日开张 到广州南站最快18分钟”.   新快报 (2017年8月17日). 2017年8月17日時点のオリジナルよりアーカイブ。2017年8月17日閲覧。
6. ↑  “10块钱 20分钟 佛山西速达广州南”.   广州日报 (2017年8月19日). 2017年8月30日時点のオリジナルよりアーカイブ。2017年8月19日閲覧。
7. ↑  “新建铁路广州枢纽佛山西站信息工程顺利开工”. 人民铁道网. (2016年8月22日).  オリジナルの2017年9月30日時点におけるアーカイブ。 2017年9月29日閲覧。
8. ↑  “7月1日起，从佛山西站出发可直达深圳乃至香港！”.   深圳发布. 2017年8月16日時点のオリジナルよりアーカイブ。2017年6月19日閲覧。
9. ↑  “重大利好！佛山西站下月开通直达香港动车”.   广州日报 (2019年6月10日). 2019年10月9日時点のオリジナルよりアーカイブ。2019年11月11日閲覧。
10. ↑  “广州地铁28号线将直通佛山西站……”.   广州日报本地通. 2017年6月23日時点のオリジナルよりアーカイブ。2017年6月16日閲覧。
11. ↑  “我叫佛山西站~请多多指教”.   中国铁路广州局集团 (2017年8月18日). 2019年11月11日閲覧。